# Фрідріх VI (герцог Швабії)
Фрідріх VI (нім. Friedrich VI.; 1167 — 20 січня 1191) — герцог Швабії у 1170—1191 роках.

## Життєпис
Походив з династії Гогенштауфенів. Третій син Фрідріха I, імператора Священної Римської імперії, та Беатріси Бургундської. Народився у лютому 1167 року в Модільяні. Отримав ім'я Конрад.
У 1170 році після смерті старшого брата Фрідріха V стає новим герцогом Швабії. Змінив ім'я на Фрідріх. Втім фактично через малий вік Фрідріха VI батько перебрав управління Швабією на себе. Невдовзі Фрідріх I призначив Деґенгарда фон Гелленштайна прокуратором (губернатором) герцогства. 1179 року Фрідріх VI отримав від батька-імператора низку феодів у спадкову власність у Верхній Швабії та Баварії.
1181 року заручений з донькою данського короля Вальдемара I. 1187 року через небажання нового короля Кнуда VI дотриматися умов шлюбного договору, весілля не відбулося.
1184 року в Майнці висвячений імператором на лицаря. 1188 року разом з батьком зобов'язався долучитися до Третього хрестового походу. 1189 року з військом рушив з Регенсбургу. На шляху в Угорщині заручився з представницею місцевої династії Арпадів. 1190 року після загибелі батька очолив решту німецького війська, що вирішило продовжити похід. В Триполі разом зі значною частиною лицарів захворів на малярію. Прибув у жовтні 1190 року до Акри, яку хрестоносці тримали в облозі. У листопаді того ж року затвердив статут Тевтонського ордену. Тут 1191 року Фрідріх VI помер. Король Генріх VI передав Швабію іншому братові Конраду.